# Ucieczka do raju
Ucieczka do raju (ang. The Byrds of Paradise, 1994) – amerykański serial familijny, zrealizowany przez stację ABC. Emitowany tamże od marca do czerwca 1994 roku. W Polsce pokazywany przez Telewizję Polską w kanale pierwszym, w sobotnie późne popołudnia jesienią i zimą 1996 roku.

## Fabuła
Owdowiały Sam Byrd, z trójką dzieci - nastoletnimi Franny i Harrym i około dziewięcioletnim Zakem - przeprowadza się na Hawaje, gdzie zostaje dyrektorem w miejscowej szkole. Serial skupia się na życiu codziennym bohaterów i ich przyjaciół.

## W rolach głównych
| Aktor                | Postać                   |
| -------------------- | ------------------------ |
| Timothy Busfield     | Sam Byrd                 |
| Seth Green           | Harry Byrd               |
| Jennifer Love Hewitt | Franny Byrd              |
| Ryan O'Donohue       | Zeke Byrd                |
| Arlo Guthrie         | Alan Moon                |
| Elizabeth Lindsey    | Healani Douglas          |
| Bruce Weitz          | doktor Murray Rubinstein |

## Spis odcinków
1. Pilot
2. The Nenes Have It
3. Moon, Man
4. This Band is My Band
5. The Secret Life of Underpants
6. In Todd We Trust
7. Mi Casa es Tsunami
8. The Bottle Show
9. Back in the Saddle
10. Kimo the Magnificent
11. Hair Today, Gone to Maui
12. He Hawai'i Kakou I Ka Pu'uwai
13. Da Play's Da T'ing

## Strony zewnętrzne
- Ucieczka do raju w bazie IMDb (ang.)
- Ucieczka do raju w bazie Filmweb
- Ucieczka do raju w bazie EpGuides